# Kyssgurami
Kyssgurami (Helostoma temminckii) är en art i underordningen labyrintfiskar (Anabantoidei) och den enda arten i familjen Helostomidae. Arten blir upp till 30 cm lång och används i Thailand och Indonesien som matfisk. Djuret är även en omtyckt akvariefisk.

## Kännetecken
Fisken har en på sidorna avplattad kropp. På läpparna finns små tänder. Det finns inga skillnader mellan de olika könen.
Vilda kyssguramier är grön- till silverfärgade. I akvarium förekommer oftare en variant som är rosa. Dessutom har det framavlats en variant med ballongformig kropp, men denna avvikelse skapades med smärtor för djuren och avvisas därför av flera akvarieägare i djurskyddssyfte.
Kroppslängden varierar mellan 17 och 30 cm men de flesta exemplar är nära 20 cm långa.

## Levnadssätt
I naturen förekommer arten i långsamt flytande vattendrag med mycket växtlighet. Den livnär sig av alger och andra vattenväxter men upptar samtidigt även smådjur.
Det förekommer strider mellan individerna där de pressar sina munnar mot varandra. På grund av munnarnas påfallande form liknar de människor som kysser varandra, vilket gav arten dess svenska namn.
Liksom andra labyrintfiskar kan arten tillgodogöra sig syre ur atmosfärisk luft. Den har därför förmåga att leva i syrefattiga vattenansamlingar. Kyssgurami framkallar olika läten, antagligen med hjälp av tandliknande utskott på svalget. Arten har även bra hörsel och därför är det troligt att ljuden används för kommunikationen.

## Fortplantning
Parningsleken sker mellan maj och oktober i tät vegetation. Äggen simmar på vattenytan och efter ungefär ett dygn kläcks larverna som efter fyra dagar kan simma självständigt. I motsats till andra labyrintfiskar skapar kyssguramin inget skumliknande näste för sina ägg.
En hona lägger ungefär 1000 ägg per tillfälle. Ungarna blir könsmogna efter tre till fem år. Livslängden är ofta 5 till 7 år men enskilda individer kan bli avsevärd äldre.